# Philippe Bruneau (musicien)
Pour les articles homonymes, voir Philippe Bruneau et Bruneau.
Philippe Bruneau (Montréal, Québec, 22 septembre 1934 – Manosque, France, 8 août 2011 ,, est un accordéoniste, compositeur.

## Biographie
Lors de sa naissance ses parents habitent le 4681 rue Chambord à Montréal.
Issu d'un milieu ouvrier il est l'aîné d'une famille de huit enfants. La famille habite le quartier du Plateau Mont-Royal près du parc Lafontaine. La musique le fascine dès son plus jeune âge et lorsqu'il se rend au parc avec son père écouter la fanfare, Philippe du haut de ses quatre ans suit la parade, il lui arrive de se perdre, son père devait aller au poste de police pour le ramener à la maison.
Son père, Armand Bruneau, jouait de l'accordéon diatonique et chromatique. Il demeure dans l'entourage de la famille d'Arthur Pigeon accordéoniste populaire à cette époque.
Pendant environ 9 ans il chante à la manécanterie des petits chanteurs de la Vierge Marie, paroisse St-Jean de la Croix Montréal.
Il fait partie des cadets de l'air en espérant devenir pilote d'avion.
À la fin de ses études secondaires il est employé de la ville de Montréal comme chaîneur et ce pendant quinze ans.
Comme dans ce temps la musique ne fait pas vivre son homme il doit faire office de chauffeur de taxi tout comme Jean Carignan.
Philippe commence à pratiquer  sur le vieil accordéon Gagné de son père, fabriqué à Québec.
Au tout début il commence à la guitare mais son père l'incite fortement à choisir l'accordéon.
Ses premières apparitions publiques se font vers 1955 au Trinidad Ballroom.
Son répertoire varié réussi à faire danser les amateurs réunis dans cette vaste salle.
Il a eu l'occasion de jouer aux États-Unis, en Angleterre, en France et bien entendu au Canada.
Le 13 novembre 1980 il donne, avec la pianiste Dorothée Hogan, un important concert au Musée des Beaux-Arts de Montréal.
En 1989, il organise un Symposium de folklore à Lévis-Lauzon où il invite de grands musiciens traditionnels du Québec. La même année, il donne un concert au Musée des civilisations à Hull avec entre autres le gigueur Pierre Chartrand et Michel Faubert au violon.

## Prix et hommages
- En 1999 la Société pour la promotion de la danse traditionnelle québécoise (SPDTQ), dans le cadre de son festival La Grande Rencontre, rend un vibrant hommage à Philippe Bruneau.
- En 2000, Philippe Bruneau a refusé le Prix Gérard-Morisset offert par le gouvernement du Québec pour son apport au patrimoine vivant (prix accompagné d'une bourse de 30 000 $[4],[5]). Ceci, en protestation du manque de soutien de la part du gouvernement du Québec envers les arts traditionnels[5].
- Gilles Garand (président du Conseil québécois du patrimoine vivant à cette époque) décrit Philippe Bruneau comme « un musicien de grand talent, un accordéoniste de génie, un artiste d'une rigueur intellectuelle à toute épreuve, un guerrier pur de la culture ».
- L'ethnomusicologue Carmelle Bégin, conservatrice en chef du Musée canadien des civilisations, propose cette formule-synthèse : « Philippe Bruneau est un objecteur de conscience musicale »[4].
- Le Centre Mnémo crée un site en hommage à Philippe Bruneau, présentant sa vie et son œuvre[6].

## Compositions
Environ 160 dont :
1. 24 juin (Le)
2. Anneau d’or (L’)
3. Complainte du folkloriste
4. Danse de chez nous
5. Hommage à Alfred Couillard
6. Hommage à Alfred Montmarquette
7. Hommage à Allan Jones (Clog en 2/4)
8. Hommage à André Bouchard et Kattialine Painchaud
9. Hommage à André Gagnon
10. Hommage à Annick Bouchot
11. Hommage à Armand Labrecque
12. Hommage à Benoît Dufresne
13. Hommage à Carmelle Bégin
14. Hommage à Carmen Guérard
15. Hommage à Cécile Lecours
16. Hommage à Clément Breton
17. Hommage à Corinne
18. Hommage à Danny Caron
19. Hommage à Denis Pépin
20. Hommage à Dorothée
21. Hommage à Eritage
22. Hommage à Étienne Bouchard
23. Hommage à Évelyne
24. Hommage à Francine Desjardins
25. Hommage à Frank Sears
26. Hommage à Gabriel Labbé
27. Hommage à Gaston Nolet
28. Hommage à Gérard Lajoie
29. Hommage à Gilles Garand
30. Hommage à Gilles Laprise
31. Hommage à Gilles Losier
32. Hommage à Gilles Poutoux
33. Hommage à Gilles Roy
34. Hommage à Gilles Vigneault
35. Hommage à Guy Ferreoux
36. Hommage à Guy Landry
37. Hommage à Guy Loyer
38. Hommage à Guy Thomas
39. Hommage à Henri Michaudville
40. Hommage à Howard Benoît
41. Hommage à Isidore Soucy
42. Hommage à Jacques Biron
43. Hommage à Jacques Brouyer
44. Hommage à Jean Carignan
45. Hommage à Jean Lavoie
46. Hommage à Jean-Claude Petit
47. Hommage à Jean-Guy Naud
48. Hommage à Jean-Marie Laframboise
49. Hommage à Jean-Marie Verret
50. Hommage à Jean-Paul Beaulieu
51. Hommage à Jean-Yves Hamel
52. Hommage à Jimmy Di Genova
53. Hommage à Joanne Bruneau
54. Hommage à John Kimmel
55. Hommage à Jos Bouchard
56. Hommage à Jos Derrane
57. Hommage à la Bardasse
58. Hommage à la Bottine souriante
59. Hommage à Laurent Caron
60. Hommage à Léo Doiron
61. Hommage à Lili Boitelle Aglietta
62. Hommage à Linda Bruneau
63. Hommage à Lionel Simard Partie 1
64. Hommage à Lionel Simard Partie 2
65. Hommage à Lionel Simard Partie 3
66. Hommage à Lionel Simard Partie 4
67. Hommage à Lionel Simard Partie 5
68. Hommage à Lise Levasseur et Claude Brochu
69. Hommage à Louise Girard (Gigue à Loulou)
70. Hommage à ma mère
71. Hommage à Maire et Colette
72. Hommage à Marc Savoy
73. Hommage à Marcel Guay
74. Hommage à Marcel Lecours
75. Hommage à Marcel Messervier
76. Hommage à Marie-France Cyr
77. Hommage à Marilyn Hardy
78. Hommage à Marius Bérubé
79. Hommage à mes amis musiciens
80. Hommage à mes enfants
81. Hommage à Michael Coleman et James Morrison
82. Hommage à Michel Cartier
83. Hommage à Michel et Joachim Béchard
84. Hommage à Michel Faubert (6/8)
85. Hommage à Michel Saint-Louis
86. Hommage à mon père
87. Hommage à Nanny Petson
88. Hommage à Nathalie Lynch
89. Hommage à Noël ou au temps des fêtes
90. Hommage à Omer Dumas
91. Hommage à Paquerette Rioux-Breton
92. Hommage à Patrick Bardoul
93. Hommage à Patrick et Robert Maheux
94. Hommage à Pierre Bacon
95. Hommage à Pierre Chartrand
96. Hommage à Pierre Leclerc
97. Hommage à Pitou Boudreault
98. Hommage à Raynald Ouellet
99. Hommage à Réjean Saint-Germain
100. Hommage à René Alain
101. Hommage à Richard Forest
102. Hommage à Sabin Jacques
103. Hommage à Sainte Cécile
104. Hommage à Serge Gélinas
105. Hommage à Stéphane Landry
106. Hommage à Susie Lemay
107. Hommage à Sylvianne et Stéphane
108. Hommage à Vincent Ouellet
109. Hommage à Willem Schot
110. Hommage à Yann Dour
111. Hommage à Yvan Breault
112. Hommage aux accordéoneux
113. Hommage aux Américains
114. Hommage aux années 1900
115. Hommage aux Bruneau
116. Hommage aux chanteux
117. Hommage aux danseurs du St-Laurent (Galope du Bas Saint-Laurent)
118. Hommage aux gigueux
119. Hommage aux Gilchrist
120. Hommage aux harmonicistes
121. Hommage aux Maheux
122. Hommage aux musiciens traditionnels
123. Hommage aux Pigeons
124. Hommage aux violoneux
125. Mère de Dieu
126. Petite sonate
127. Quadrille de Lévis Beaulieu Partie 1
128. Quadrille de Lévis Beaulieu Partie 2
129. Quadrille de Lévis Beaulieu Partie 3
130. Quadrille de Lévis Beaulieu Partie 4
131. Quadrille de Lévis Beaulieu Partie 5
132. Queue de lapins
133. Reel des queues du lapin
134. Set à six
135. Yolande mon amour

## Discographie

### 33 tours
- Valses, reels et gigues avec Ti-Jean… le violoneux et Philippe Bruneau à l'accordéon, London MB-32, 1959
- Jean Carignan… le violoneux (accompagné au piano par Philippe Bruneau), Londres MB-78, 1961
- L'Ensemble folklorique du Canada - Les Feux follets, RCA Victor, 1965
- The Folk Fiddler who Electrified the Newport Folk Festival. Jean Carignan avec Philippe Bruneau, accordéon, Marcel Roy, piano, Rodolphe Carignan, guitare, Jean Ferland, basse, Elektra EKL-206, 1966
- Philippe Bruneau, Philo FI-2003, 1973
- Danses pour veillées canadiennes, Philo FI-2006, 1975
- Festival Folk 10 mai et 150 ans d'accordéon 18 et 19 avril, Ris-Orangis 1980, présenté par la Maison des jeunes et de la culture de Ris-Orangis, Dhama DHAMA-80101, 1980
- Masters of French Canadian Music 3, Gabriel Labbé, harmonica, Philippe Bruneau, piano, Smithsonian Folkways RBF-114, 1980
- Accordéons diatoniques, musique québécoise. Philippe Bruneau, accordéon, Dorothée Hogan, piano, Adipho MR-4007, 1984
- Le fleuve Saint-Laurent - Deux disques. Philippe Bruneau, accordéon, Édith Butler, chansons, Radio-Canada International RCI-F-767, 1987

### CD
- Hommages - volume 1 (2002).
- Accordéons diatoniques - Musique québécoise (1984).
- Ris-Orangis 1980 - Festival folk - 150 ans d'accordéon (1980).
- Masters of French Canadian Music - 3 (1980)
- Philippe Bruneau (1975)
- Philippe Bruneau (1973)

## Filmographie
- Je suis fait de musique. La série Le son des Français d'Amérique (2e série), réal. Michel Brault et André Gladu, 1979
- Le reel du mégaphone, film de Serge Giguère, réalisateur André Gladu
- Participation musique du film Mon oncle Antoine, réalisateur Claude Jutras
- La gigue québécoise (vidéo d'apprentissage de la gigue, par Pierre Chartrand) avec la participation de Philippe Bruneau (accordéon) et Hermas Réhel (violon), 1991.
- Six intermèdes télévisés à Radio-Québec, Musique et gigue Québécoise par Lynn Fournier réalisatrice, 1981-1982
- L'héritage de Marius Barbeau, émission télévisée d'une heure en français et anglais arrangements musicaux; Philippe Bruneau, réalisation Richard Bocking, Radio Canada 1984
- Le temps d'une paix, émission spéciale du Jour de l'An, Radio Canada, Prix Anik 1983. Réalisation Yvon Trudel